# عبدالله سولاما
عبدالله سولاما (انگلیسی: Abdoulaye Soulama; ۲۹ نوامبر ۱۹۷۹ – ۲۷ اکتبر ۲۰۱۷) بازیکن فوتبال اهل بورکینافاسو بود.
از باشگاه‌هایی که در آن بازی کرده است می‌توان به باشگاه فوتبال دنیزلی اسپور، باشگاه ورزشی هارتس آف اوک، و باشگاه فوتبال اوراس باتنه اشاره کرد.
وی همچنین در تیم ملی فوتبال بورکینافاسو بازی کرده است.